# Primal Rage
Primal Rage (Langtitel: Primal Rage – The Legend of Oh-Mah oder Primal Rage – The Legend of Kong(a)) ist ein US-amerikanischer Splatterfilm aus dem Jahr 2018 von Patrick Magee, der auch für das Drehbuch und die Produktion mitverantwortlich war. Im Zentrum des Films steht die Legende um den Bigfoot.

## Handlung
Ashley Carr holt ihren Mann Maxwell Carr nach dessen Haftstrafe (13 Monate) aus dem Gefängnis ab. Während der Heimfahrt durch die düsteren Wälder im Nordosten der USA, zu ihrem gemeinsamen Sohn, läuft ihnen ein schwer verletzter und fast nackter Mann vor das Auto. Ashley, abgelenkt vom dauernden Streit mit dem uneinsichtigen Max, kann nicht mehr rechtzeitig bremsen und rammt den Fremden. Während sie noch (gegen Max’ Willen) den Notruf wählt, werden sie aus dem Wald heraus mit Steinen beworfen. Max stürzt in einen Fluss, Ashley springt hinterher und rettet ihn mit Mühe aus den Stromschnellen.
Ihr Auto wird inzwischen von einer großen Kreatur von der Straße geschoben. Das Wesen entpuppt sich als Bigfoot, der fortan Jagd auf das Paar macht. Auf der Flucht durch die Wälder offenbaren sich auch die dort lebenden Hillbillys als Feinde. Während diese durch Bigfoot hingemetzelt werden, findet der örtliche Sheriff, zunächst noch skeptisch eingestellt, zurück zu seinen indianischen Wurzeln, beginnt an die Existenz Bigfoots zu glauben und trifft eine uralte Magierin, die inzwischen Max gesund gepflegt hat. Gemeinsam suchen die beiden Männer Ashley, die mittlerweile in Bigfoots Höhle gefesselt, missbraucht und mit Menschenfleisch gefüttert wurde. Dennoch kann sie flüchten und trifft auf Max, der schließlich den schon verletzten Bigfoot töten kann. Nur um seinerseits von drei weiteren Bigfoots mit Pfeilen erschossen zu werden. Ashley gelangt auf die gepflegte und gut asphaltierte Straße, von der sie anfangs mit Max abgekommen ist, und stolpert davon, einer ungewissen Zukunft entgegen.

## Hintergrund
Gedreht wurde in einer Tankstelle in Selma und dem Fall River sowie der Kleinstadt Cave Junction und der Stadt Falls City in Oregon. Außerdem wurden Filmszenen im kalifornischen Fort Dick, dem Willow Creek, dem Canyon Country, dem Big Flat und den Städten Crescent City, Santa Clarita und Los Angeles realisiert.
Andrew Joseph Montgomery und Jameson Pazak spielen hier ihre bisher einzige Filmrolle.

## Rezeption
„Inhaltlich unorigineller Horrorfilm mit mystischen Untertönen um eine ebenso starke wie kampfgewandte Bigfoot-Figur. Als Attraktion setzt der Film auf die handgefertigten extrem blutigen Effekte, die ihm zumindest bei hartgesottenen Genrefans Interesse sichern.“

„Mäßiger Monsterthrill mit extraviel Gore.“

Cinema lobt die sehr blutigen Effekte, kritisiert aber auch, dass man viele Szenen straffen und so mehr Tempo und Spannung hätte erzeugen können. Als mitunter unfreiwillig komisch wird das Verhalten des Bigfoot beschrieben.
Auf Rotten Tomatoes hat der Film bei über 100 Bewertungen eine Wertung von 41 %. In der Internet Movie Database erreicht der Film bei 3.436 Stimmen (Stand 28.11.21) eine Wertung von 4,9 von 10,0.